# 김예림 (피겨스케이팅 선수)
김예림(金藝林, 2003년 1월 23일~)은 대한민국의 전 피겨스케이팅 선수로, 주 종목은 여자 싱글이다. 2022년 4대륙 선수권 대회에서 동메달, 2023년 4대륙 선수권 대회에서 은메달, 2023년 동계 유니버시아드에서 동메달을 획득했으며, 2022년 동계 올림픽에 참가하여 여자 싱글 8위를 기록했다.
2022년 동계 올림픽 쇼트프로그램을 마친 후 링크에서 퇴장하는 모습을 본따서 "장군" 이라는 별명이 붙었다.
2025년 동계 아시안 게임에서는 박소연의 후임으로 KBS의 피겨스케이팅 해설위원을 맡았다. 김채연과 차준환이 대한민국 동계 아시안 게임 역사상 최초의 남녀 동반 피겨스케이팅 싱글 금메달을 획득하는 장면을 중계한 후, 다음 날인 2025년 2월 14일에 현역 은퇴를 선언했다.